# Eglingen
Eglingen ist eine französische Gemeinde mit 365 Einwohnern (Stand 1. Januar 2022) im Département Haut-Rhin in der Region Grand Est (bis 2015 Elsass) und ist Mitglied des Gemeindeverbandes Sud Alsace Largue.

## Geografie
Im Norden von Eglingen verläuft der Rhein-Rhône-Kanal (Canal du Rhône au Rhin). Die Largue fließt durch die Gemeinde, die 15 Kilometer südwestlich von Mülhausen liegt.

## Geschichte
Erste Erwähnung im 12. Jahrhundert als "Englingeheim". Die -ingen-Endung deutet auf eine frühe Entstehung zur Zeit der alemannischen Landnahme, die angehängte -heim-Endung auf eine Umbenennung in fränkischer Zeit hin. Der Ort gehörte bis 1324 zur Grafschaft Pfirt, kam dann an Habsburg und nach dem Dreißigjährigen Krieg 1648 an die französische Krone.
Eglingen wurde im Dreißigjährigen Krieg (1618–1648) von den Schweden zerstört und von Schweizer Siedlern wieder bevölkert.
Während der Regierungszeit von Napoléon Bonaparte (1769–1821) wurde der Rhein-Rhône-Kanal im Bereich der Gemeinde von spanischen Zwangsarbeitern erweitert.
Von 1871 bis zum Ende des Ersten Weltkrieges (1914–1918) gehörte Eglingen als Teil des Reichslandes Elsaß-Lothringen zum Deutschen Reich und war dem Kreis Altkirch im Bezirk Oberelsaß zugeordnet. Im Ersten Weltkrieg war der Rhein-Rhône-Kanal längere Zeit Frontlinie, dabei wurde der Ort zu 90 Prozent zerstört. Nach dem Krieg erfolgte der Wiederaufbau.
| Jahr      | 1910 | 1962 | 1968 | 1975 | 1982 | 1990 | 1999 | 2007 | 2014 |
| Einwohner | 279  | 204  | 214  | 234  | 217  | 231  | 241  | 324  | 367  |

## Sehenswürdigkeiten
Kirche St. Léger (Sankt Leodegar): 1302 wurde in einer Urkunde eine Kirche in Eglingen erwähnt. Das Sankt-Leodegars-Patrozinium deutet auf eine frühe Beziehung zum Kloster Murbach hin. 1772 wurde die mittelalterliche Kirche für baufällig erklärt. 1777 wurde ein neues Kirchenschiff, vor dem Ersten Weltkrieg der Glockenturm gebaut. Die Kirche Saint-Léger wurde im Ersten Weltkrieg zerstört mit Ausnahme der gotischen Sakristei, die aus dem 14. Jahrhundert stammt. Das Gebäude wurde 1927 wiedererrichtet.
Pfarrhaus: Schlichter Walmdachbau der Barockzeit (1749) mit Eckquadern, Segmentbogenfenstern und Freitreppe. 
Eine weitere Sehenswürdigkeit stellt ein Ziehbrunnen dar, der im Jahr 2000 originalgetreu restauriert wurde.
Wegen der massiven Kriegszerstörungen gehört Eglingen zu den Dörfern, in denen nur noch wenige der für den Sundgau typischen Fachwerkbauten anzutreffen sind. Zwei Häuser, Nr. 15 und 16 an der Rue Principale, sind noch in der altertümlichen Ständerbauweise errichtet, aber wohl erst um 1700 entstanden. Nr. 15 ist mit den traufwandhohen  Langstreben und dem weitabständigen Fachwerk wohl das ältere Haus. 
|  |  |  |

## Wirtschaft
Wichtige Erwerbszweige in Eglingen sind Ackerbau, Obstbau und die Zucht von Hausrindern und Hausschweinen.